# Johannes Geysius
Johannes Geysius war ein deutscher Mathematiker (Rechenmeister) des 17. Jahrhunderts.
Über seine Identität ist wenig bekannt. Möglicherweise handelt es sich um den nach 1632 gestorbenen Pfarrer Johannes Geysius in Kölschhausen, verheiratet mit der Tochter Catharina Hoen des Stadtschreibers von Herborn Wilhelm Hoen.
Von Geysius stammt die Behandlung der Algebra (Cossa) in der Enzyklopädie von Johann Heinrich Alsted (Band 3, S. 865–874), veröffentlicht 1630 in Herborn. Dabei scheint es sich um eine von Alsted eingefügte eigenständige Abhandlung zu handeln. Alsted bezeichnet ihn in seiner Enzyklopädie als Cossisten, also eine Art höherer Rechenmeister. Alsted war Professor am bekannten reformierten Gymnasium in Herborn, der Hohen Schule Herborn.
Geysius leitet darin das Wort Cossa (für Algebra) aus dem Hebräischen ab, von dem Wort für Weben. Außerdem schreibt er, dass Coss auch Almucabala (verborgene Tradition) oder Algebra genannt wird. Er behandelt auch Gleichungen zweiten und dritten Grades, letztere in der vor 
Gerolamo Cardano üblichen Art.
John Collins verweist auf ihn in einem Brief an John Wallis vom 21. Juli 1668 als einen Vorläufer von William Oughtred (Clavis Mathematicae 1631) in Zusammenhang mit dessen Algebra-Notation (zum Beispiel {\displaystyle aaa} für {\displaystyle a^{3}}) und korrigiert damit die Behandlung von Wallis der Geschichte der Algebra. Neben Geysius nennt er in diesem Zusammenhang als Vorläufer von Oughtred Giovanni Camillo Glorioso (1572–1643), den Nachfolger von Galileo Galilei in Padua, mit seinen Exercitationes mathematicae (1627) und Pietro Cataldi. Collins gibt in dem Brief auch an, dass Geysius vor dem Erscheinen des Clavis Bücher über Algebra und Stereometrie veröffentlichte, von denen sonst nichts bekannt ist.
Geysius wird auch erwähnt in einem Brief von Collins über Henry Oldenburg an Tschirnhaus 1676. Zu Geysius sind da keine näheren Informationen, außer dass er Deutscher ist, Collins merkt an, dass er etwa gleichzeitig mit Harriot die unglückliche Algebra-Notation von François Viète verbesserte.